# Pikin festival
Pikin festival je festival za otroke, ki v Velenju poteka od leta 1990.
Od leta 1993 za svojo ambasadorko izbere eno od znanih Slovenk.

## Organizacija
Nastal je na pobudo Marjana Marinška. Od leta 2008 ga pod pokroviteljstvom Mestne občine Velenje organizira javni zavod Festival Velenje.
Včasih je potekal na Titovem trgu, danes pa ob velenjskem jezeru, iz enodnevne pa se je raztegnil v celotedensko prireditev.